# Mielchituj (sielskoje posielenije Zakulej)
Mielchituj (ros. Мельхитуй) – wieś (dieriewnia) w Rosji, w obwodzie irkuckim, w Ust-Ordyńskim Okręgu Buriackim, w rejonie nukuckim. W 2021 liczyła 306 mieszkańców.